# Si, Senor
Si, Senor è un cortometraggio muto del 1919 diretto da Alfred J. Goulding. Il film, di genere comico, fu interpretato da Harold Lloyd, Snub Pollard, Bebe Daniels, Sammy Brooks.

## Trama
Un giovane barbiere, in una piccola città messicana, fa la corte a una senorita locale contro il volere di sua madre.